# امپراتور هونگ تایجی
امپراتور هونگ تایجی (۲۸ نوامبر ۱۵۹۲ – ۲۱ سپتامبر ۱۶۴۳; از ۱۶۲۶– ۱۶۴۳ حکومت کرد) نخستین امپراتور از دودمان چینگ بود. او امپراتوری بزرگی را که پدرش، نورهاچی، بنیان نهاده بود، گسترش داد. او تلاش زیادی برای نابودی دودمان مینگ انجام داد اما به دلیل مرگ نتوانست پایان اقداماتش برای سرنگونی مینگ را ببیند. او همچنین در سال ۱۶۳۵ میلادی، نام مردم کشورش را از جورچن به منچو تغییر داد وهمچنین نام دودمان جین پسین را به چینگ تغییر داد او پایه‌های امپراتوری‌ای را بنیان نهاد که تا ۱۹۱۲ میلادی به حیاتش ادامه داد.
امپراتور پیشین، نورهاچی، فرصت آن را نیافت که افتخار عنوان امپراتور بر خود گذارد اما هونگ تایجی، این عنوان را به کار برد؛ با این حال، برای احترام به نورهاچی، او را نخستین و خود را دومین امپراتور چینگ نامید.